# Robert Džonson
Robert Liroj Džonson (engl. Robert Leroy Johnson; 8. maj 1911 — 16. avgust 1938) bio je jedan od najslavnijih Delta bluz muzičara. Uveden je i u Rokenrol dvoranu slavnih. Ovaj, prema nekim mišljenjima, "Deda rokenrola" svojim vokalnim frazama, originalnim pesmama i gitarskim stilom uticao je na široki krug muzičara, među kojima su Led zepelin, Olman braders bend, Vajt strajps, Bob Dilan, Rolingstonsi, Džimi Hendriks i Erik Klepton, koji je Džonsona nazvao "najznačajnijim bluz muzičarem koji je ikada živeo".
Po legendi o njegovom životu Volter Hil je snimio film Raskršće sa Ralfom Mačiom.

## Život i karijera
Džonsonov život nije dovoljno dobro dokumentovan. U njegovoj karijeri ima pet značajnih datuma: u ponedeljak, četvrtak i petak, 23, 26. i 27. novembra, 1936. godine on je bio na snimanju ploče u San Antoniu, Teksas. Sedam meseci kasnije, u subotu i nedelju, 19-20. juna, 1937, bio je u Dalasu na još jednom snimanju. Ostale činjenice o njemu su još slabije utvrđene od ovih. Režiser Martin Skorseze (Martin Scorsese) je u predgovoru (Alan Greenberg's) filmskog scenarija Alana Grinberga Uzaludna ljubav: Vizija Roberta Džonsona (engl. Love In Vain: A Vision of Robert Johnson) rekao: "Činjenica o Robertu Džonsonu je da je on postojao jedino na svojim pločama. On je čista legenda."

## Spoljašnje veze
- Званични веб-сајт
- A Revolutionary Critique of Robert Johnson
- The Greenwood Blues Heritage Museum & Gallery (dedicated to the Life and Music of Robert Johnson)
- Website at the University of Virginia
- Currently available recordings
- 'Trail of the Hellhound' website Архивирано на веб-сајту  (18. мај 2007) by the National Park Service
- Use of microtones in the vocals of Robert Johnson
- Site for "Escaping the Delta," with links to related material
- Delta Guitar Player Robert Johnson
- Robert Johnson at Find-A-Grave
- 1980 Blues Foundation Hall of Fame induction